# Футбол в Грузии
Футбол в Грузии является наиболее популярным видом спорта, опережая при этом наиболее успешный по результатам в стране регби. Управлением футболом в стране занимается Грузинская футбольная федерация, отвечающая за созыв мужских и женских сборных Грузии.

## История

### СССР
Считается, что футбол в Грузию привезли в начале XX века английские моряки, которые заходили в Поти. 
Дальнейшее развитие футбол получил во время существования Закавказской СФСР, а затем и Грузинской ССР. Ведущим клубом Грузинской ССР было тбилисское «Динамо», которое в 1981 году выиграло Кубок обладателей кубков УЕФА. 

Также выделялись команды первой лиги СССР — кутаисское «Торпедо» (в ряде сезонов играло в высшей лиге) и батумское «Динамо».  

Во второй лиге к 1989 году играли команды из городов Гори, Озургети, Поти, Рустави, Самтредиа и Хоби, а также тбилисский «Шевардени».  

Из выдающихся грузинских игроков сборной СССР по футболу выделялись такие люди, как Слава Метревели, Михаил Месхи, Гиви Чохели, Александр Чивадзе, Рамаз Шенгелия, Тенгиз Сулаквелидзе, Отар Габелия, Реваз Дзодзуашвили и Муртаз Хурцилава.
Финансирование клубов Грузинской ССР осуществлялось исключительно благодаря партийным органам, однако в самой Грузинской ССР были созданы идеальные условия для развития футбола. Так, Евграф Шеварднадзе, старший брат действовавшего министра иностранных дел СССР Эдуарда Шеварднадзе, руководил Гурийским районом и помог команде «Гурия» выйти из Второй лиги в Высшую лигу СССР (сезон 1987). Евграф Шеварднадзе специально выделил средства на строительство нового стадиона на 30 тысяч мест, возведённого всего за 3 месяца перед началом Высшей лиги 1987 года — это был первый в СССР стадион без легкоатлетических дорожек. Для руководства командой был приглашён Михаил Фоменко на пост тренера, а среди звёздных игроков выделялись Сергей Герасимец и Виктор Хлус. Игроки получали за победу от 400 до 800 рублей при том, что игрокам киевского «Динамо» обычно платили по 60 рублей за победу.

### Выход из СССР
В 1989 году в связи с Перестройкой в Грузии активизировались движения за выход из состава СССР и за провозглашение суверенитета страны, что должно было отразиться и на спорте — все грузинские команды должны были уже соревноваться в таком случае в собственном чемпионате. Процесс выхода Грузии из советской государственной системы происходил, когда во главе республики стоял Гиви Гумбаридзе, которого позже сместил Звиад Гамсахурдия. 
В 1990 году состоялся первый розыгрыш Чемпионата Грузинской ССР, где играли 12 команд мастеров Чемпионата СССР и команды любителей из городов Зугдиди, Очамчира, Цхинвали и Цхалтубо. Город Очамчира представлял Абхазскую АССР, а Цхинвали — Южно-Осетинскую АССР, и обе команды не отвечали по спортивному принципу требованиям высшей лиги, однако после Тбилисских событий грузинское политическое руководство решило включить Абхазию и Южную Осетию в розыгрыш чемпионата Грузии, что было политическим решением. Абхазцы выразили явный протест против участия в чемпионате Грузии, поскольку сухумское «Динамо» не захотело приносить в жертву участие в Первой лиге чемпионата СССР — и его сменил новый клуб под названием «Цхуми», лояльный грузинским властям.
В 1990 году в чемпионате Грузии были приняты жёсткие требования: клубам запретили носить традиционные русские названия, а все игроки должны были выступать только под грузинскими фамилиями, вследствие чего свои фамилии вынуждены были менять Алан Кулумбегов (Александр Кантидзе), Каха Балабанов (Майсурадзе) и Омари Осипов (Тетрадзе). Чемпионат переименовали в Умаглеси Лигу, и туда стали подтягиваться сначала этнические грузины (Анзор Шургая), а потом и легионеры из Литвы (Альгимантас Бряунис, Виргиниюс Балтушникас, Ромас Мажейкис) и Белоруссии. Однако многие из игроков позже уехали обратно: Гурген Бенидзе, Гоча Гргричиани, Михаил Дишкариани и другие уехали в Россию, а Гела Кеташвили даже завершил карьеру и ушёл работать в автодорожную инспекцию. 

В 1993 году прекратил существование клуб «Цхуми», после гибели инициатора его создания и мэра Сухуми Гурама Габискирии, убитого во время войны. Игроков распустили — игравший там Ираклий Геленава уехал в Россию. Многие клубы в первые годы существования независимой Грузии потеряли источники финансирования — так, «Гурия», лишившись государственной поддержки, выбыла во Вторую лигу Грузии. Тем не менее, сложная ситуация не помешала принять Грузию в УЕФА и позволить ей делегировать свои клубы в еврокубковые турниры.

### Наши дни
Грузия является членом УЕФА и ФИФА.
В Чемпионате Грузии соревнуются 10 клубов, победитель турнира проходит в квалификацию Лиги чемпионов УЕФА (откуда может попасть в Лигу Европы УЕФА). Ещё несколько клубов (в зависимости от места в рейтинге чемпионатов УЕФА) получают право на участие в Лигу конференций УЕФА, равно как и победитель Кубка Грузии. 
Крупнейшим стадионом страны является стадион имени Бориса Пайчадзе в Тбилиси. 
В чемпионате Грузии играет большое количество легионеров, в том числе выходцев из африканских стран. Более того, африканские беженцы и студенты соревнуются и в любительском чемпионате Тбилиси по футболу, рассчитывая начать благодаря этому профессиональную карьеру.
В связи с трудностями в политических отношениях Грузии и России, вызванных эскалацией грузино-абхазского конфликта (2008), жеребьёвка квалификационных групп чемпионата Европы по футболу 2012 года проходила с такими условиями, чтобы сборные России и Грузии не пересекались в отборочной группе; также в 2008 году ряд встреч с участием грузинской сборной пришлось провести на нейтральных полях в Германии.

## Структура чемпионата
Система футбольных лиг Грузии включает в себя пять уровней, организацией национального чемпионата занимается Профессиональная футбольная лига Грузии, а чемпионатами уровней ниже — региональные футбольные федерации. В частности, структура представлена следующим образом:
| Уровень | Лига / Дивизион                                                            | Лига / Дивизион                                                            | Лига / Дивизион                                                            | Лига / Дивизион                                                            | Лига / Дивизион                                                            | Лига / Дивизион                                                            |
| 1       | Эровнули Лига 10 клубов                                                    | Эровнули Лига 10 клубов                                                    | Эровнули Лига 10 клубов                                                    | Эровнули Лига 10 клубов                                                    | Эровнули Лига 10 клубов                                                    | Эровнули Лига 10 клубов                                                    |
|         | ↓↑ 1-3 клуба                                                               |                                                                            |                                                                            |                                                                            |                                                                            |                                                                            |
| 2       | Эровнули Лига 2 10 клубов                                                  | Эровнули Лига 2 10 клубов                                                  | Эровнули Лига 2 10 клубов                                                  | Эровнули Лига 2 10 клубов                                                  | Эровнули Лига 2 10 клубов                                                  | Эровнули Лига 2 10 клубов                                                  |
|         | ↓ 1-3 клуба                                                                |                                                                            |                                                                            |                                                                            |                                                                            |                                                                            |
| 3       | Лига 3 14 команд                                                           | Лига 3 14 команд                                                           | Лига 3 14 команд                                                           | Лига 3 14 команд                                                           | Лига 3 14 команд                                                           | Лига 3 14 команд                                                           |
|         | ↓ 1-3 клуба                                                                |                                                                            |                                                                            |                                                                            |                                                                            |                                                                            |
| 4       | Лига 4 20 клубов в 2 группах                                               | Лига 4 20 клубов в 2 группах                                               | Лига 4 20 клубов в 2 группах                                               | Лига 4 20 клубов в 2 группах                                               | Лига 4 20 клубов в 2 группах                                               | Лига 4 20 клубов в 2 группах                                               |
|         | ↓ 1-3 клуба                                                                |                                                                            |                                                                            |                                                                            |                                                                            |                                                                            |
| 5       | Региональные лиги 43 команды в 4-х дивизионах: 9, 7, 14 и 13 (на 2020 год) | Региональные лиги 43 команды в 4-х дивизионах: 9, 7, 14 и 13 (на 2020 год) | Региональные лиги 43 команды в 4-х дивизионах: 9, 7, 14 и 13 (на 2020 год) | Региональные лиги 43 команды в 4-х дивизионах: 9, 7, 14 и 13 (на 2020 год) | Региональные лиги 43 команды в 4-х дивизионах: 9, 7, 14 и 13 (на 2020 год) | Региональные лиги 43 команды в 4-х дивизионах: 9, 7, 14 и 13 (на 2020 год) |
|         | ↓ 1-3 клуба                                                                |                                                                            |                                                                            |                                                                            |                                                                            |                                                                            |
| 6       | Открытые лиги 13 команд в двух дивизионах (8 и 5)                          | Открытые лиги 13 команд в двух дивизионах (8 и 5)                          | Открытые лиги 13 команд в двух дивизионах (8 и 5)                          | Открытые лиги 13 команд в двух дивизионах (8 и 5)                          | Открытые лиги 13 команд в двух дивизионах (8 и 5)                          | Открытые лиги 13 команд в двух дивизионах (8 и 5)                          |

Профессиональная футбольная лига также организует Кубок и Суперкубок.

## Сборные
Поскольку клубы Грузии участвуют в розыгрышах Лиги чемпионов УЕФА и Лиги Европы УЕФА, то и Сборная Грузии по футболу соревнуется в европейских турнирах сборных — она участвует в квалификационных турнирах чемпионата Европы и европейской зоне отбора на чемпионаты мира, а также соревнуется в Лиге наций УЕФА. Тем не менее, сборная Грузии не квалифицировалась до сих пор ещё ни на один турнир.
В стране также есть и женская сборная Грузии по футболу, участвующая в отборах на чемпионаты Европы и мира среди женщин (см. Женский футбол). Одной из вех развития женского футбола Грузии стало решение УЕФА провести в 2020 году в Тбилиси финальную часть чемпионата Европы среди девушек до 19 лет. 

В стране действует кампания «Он для Неё», в рамках которой Министерство молодёжи и спорта Грузии стимулирует участие девушек в определённых видах спорта.